# Sielnaje (przystanek kolejowy)
Sielnaje (biał. Сельнае, ros. Сельное) – przystanek kolejowy w miejscowości Staryna, w rejonie żłobińskim, w obwodzie homelskim, na Białorusi. Położony jest na linii Żłobin - Mozyrz - Korosteń.
Nazwa pochodzi od pobliskiej wsi Sielnaje.